# Pomatoceros lamarcki
Pomatoceros lamarcki är en ringmaskart som först beskrevs av Jean Louis Armand de Quatrefages de Bréau 1866.  Pomatoceros lamarcki ingår i släktet Pomatoceros och familjen Serpulidae. Arten har ej påträffats i Sverige. Inga underarter finns listade i Catalogue of Life.